# قلعه برزان
قلعه برزان در شهرستان سقز، بخش صاحب، روستای آلکملو واقع شده و این اثر در تاریخ ۲۵ اسفند ۱۳۸۰ با شمارهٔ ثبت ۵۱۲۸ به‌عنوان یکی از آثار ملی ایران به ثبت رسیده است.